# Alice Brown (atletinja)
Alice Regina Brown-Harris, ameriška atletinja, * 20. september 1960, Jackson, Misisipi, ZDA.
Nastopila je na poletnih olimpijskih igrah v letih 1984 in 1988, obakrat je osvojila naslov olimpijske prvakinje v štafeti 4×100 m, leta 1988 pa tudi srebrno medaljo v teku na 100 m. Na svetovnih prvenstvih je osvojila naslov prvakinje leta 1987 v štafeti 4x100 m.